# 赵秉哲
赵秉哲（1955年8日—2010年1月24日），吉林省图们市人，朝鲜族，中华人民共和国政治人物。
曾任延边州人民检察院副检察长，吉林省人民检察院反贪局副局长，延边州人民检察院检察长，延边州委副书记、纪委书记，吉林省民族事务委员会主任，吉林省人民代表大会常务委员会秘书长等职务。2010年1月24日去世。